# Hylomyscus heinrichorum
Hylomyscus heinrichorum és una espècie de mamífer rosegador de la família dels múrids. És endèmic d'Angola. Té una llargada de cap a gropa de 82-106 mm, la cua de 121-150 mm, els peus de 18,5-22 mm i les orelles de 17-20 mm. L'espècie fou anomenada en honor de Gerd Hermann i Hildegarde Maria Heinrich. Com que fou descoberta fa poc, encara no se n'ha avaluat l'estat de conservació.